# Campeonato Mundial de Corfebol de 1984
O Campeonato Mundial de Corfebol de 1984 foi a segunda edição da competição, realizada nas cidades de Antuérpia, Louvain la Neuve, Hasselt e Ghent, na Bélgica, entre os dias 24 e 27 de abril. Participaram da competição, ao todo, 8 equipes.

## Tabela
Legenda
| P = Pontos J = Jogos V = Vitória (2 pontos) D = Derrota |  | KM = Korfs marcados KS = Korfs sofridos S = Saldo de korfs |  |  |

| Grupo A        | P | J | V | D | KM | KS | S   |
| -------------- | - | - | - | - | -- | -- | --- |
| Países Baixos  | 6 | 3 | 3 | 0 | 81 | 32 | +49 |
| Reino Unido    | 4 | 3 | 2 | 1 | 32 | 37 | -5  |
| Estados Unidos | 2 | 3 | 1 | 2 | 32 | 40 | -8  |
| França         | 0 | 3 | 0 | 3 | 30 | 66 | -36 |

| 24 de Abril de 1984 |      |             |           |
| Países Baixos       | 21–7 | Reino Unido | Antuérpia |
|                     |      |             | Antuérpia |

| 24 de Abril de 1984 |      |                |                  |
| França              | 8-13 | Estados Unidos | Louvain la Neuve |
|                     |      |                | Louvain la Neuve |

| 25 de Abril de 1984 |      |                |           |
| Países Baixos       | 21-9 | Estados Unidos | Antuérpia |
|                     |      |                | Antuérpia |

| 25 de Abril de 1984 |      |             |           |
| França              | 6-14 | Reino Unido | Antuérpia |
|                     |      |             | Antuérpia |

| 26 de Abril de 1984 |       |                |           |
| Reino Unido         | 11-10 | Estados Unidos | Antuérpia |
|                     |       |                | Antuérpia |

| 26 de Abril de 1984 |       |        |         |
| Países Baixos       | 39-16 | França | Hasselt |
|                     |       |        | Hasselt |

| Grupo B            | P | J | V | D | KM | KS | S   |
| ------------------ | - | - | - | - | -- | -- | --- |
| Bélgica            | 6 | 3 | 3 | 0 | 72 | 18 | +54 |
| Alemanha Ocidental | 4 | 3 | 1 | 2 | 34 | 26 | -8  |
| Espanha            | 2 | 3 | 1 | 2 | 13 | 36 | -23 |
| Austrália          | 0 | 3 | 1 | 2 | 24 | 63 | -29 |

| 24 de Abril de 1984 |      |                    |           |
| Espanha             | 6-11 | Alemanha Ocidental | Antuérpia |
|                     |      |                    | Antuérpia |

| 24 de Abril de 1984 |       |           |                  |
| Bélgica             | 38-13 | Austrália | Louvain la Neuve |
|                     |       |           | Louvain la Neuve |

| 25 de Abril de 1984 |      |                    |       |
| Bélgica             | 14-4 | Alemanha Ocidental | Ghent |
|                     |      |                    | Ghent |

| 25 de Abril de 1984 |     |         |       |
| Austrália           | 5-6 | Espanha | Ghent |
|                     |     |         | Ghent |

| 26 de Abril de 1984 |      |         |           |
| Bélgica             | 20-1 | Espanha | Antuérpia |
|                     |      |         | Antuérpia |

| 26 de Abril de 1984 |      |           |           |
| Alemanha Ocidental  | 19-6 | Austrália | Antuérpia |
|                     |      |           | Antuérpia |

## Segunda Fase

### Decisão do 7° lugar
| 27 de Abril de 1984 |     |        |       |
| Austrália           | 8–7 | França | Ghent |
|                     |     |        | Ghent |

### Decisão do 5º lugar
| 27 de Abril de 1984 |      |                                   |       |
| Espanha             | 8–8* | Estados Unidos                    | Ghent |
|                     |      | - (A Espanha venceu nos pênaltys) | Ghent |

### Decisão do 3° lugar
| 27 de Abril de 1984 |     |             |       |
| Alemanha Ocidental  | 7–5 | Reino Unido | Ghent |
|                     |     |             | Ghent |

### Final
| 27 de Abril de 1984 |      |         |       |
| Países Baixos       | 11–9 | Bélgica | Ghent |
|                     |      |         | Ghent |

| Campeonato Mundial de Corfebol 1984 |
| ----------------------------------- |
| PAÍSES BAIXOS Campeão (2º título)   |

## Classificação final
| Equipe               | Equipe |
| -------------------- | ------ |
| 1 Países Baixos      |        |
| 2 Bélgica            |        |
| 3 Alemanha Ocidental |        |
| 4 Reino Unido        |        |
| 5 Espanha            |        |
| 6 Estados Unidos     |        |
| 7 Austrália          |        |
| 8 França             |        |